# 이진솔
이진솔(李眞率, 2001년 12월 4일 ~ )은 대한민국의 前 걸 그룹 에이프릴의 리드보컬이었다.

## 학력
- 용인심곡초등학교 (졸업)
- 서원중학교 (중퇴)
- 중학교 졸업학력 검정고시 (합격)
- 서울공연예술고등학교 실용음악과 (졸업)

## 생애
이진솔은 2001년 12월 4일 대한민국 경상북도 안동시에서 태어났으며, 강원도 태백시와 경기도 용인시에서 유년 시절을 보냈다.
원래부터 가수가 꿈이었으며 친한 언니와 함께 청소년 노래 경연대회에서 2NE1의 '그리워해요'를 불렀고 동상을 수상하였다.
부모님은 가수의 꿈을 반대했지만, 중학교에 입학하자마자 부모님 몰래 베스트보컬이라는 보컬학원에 노래를 배우러 다녔다.
학원에서 정기적으로 하는 공연을 할 기회가 있었는데 그 때 부모님께 사실대로 말한 후 공연에 초대했으며, 그 공연을 보신 후 가수가 되는 것을 허락하셨다.
2015년 1월 보컬오디션 특화반에 들어갔고 학원에서 비공개 오디션을 봤다. 당시 심사위원이 소속사 작곡가 선생님과 아는 사이였다. 2월 DSP 미디어에 들어간 후 6개월간 연습생 생활을 했으며, 2015년 8월 24일 에이프릴 멤버로 데뷔하였다.
대중문화예술산업발전법 제22조에 따라 에이프릴 데뷔 때부터 2016년 12월 3일까지 1년 3개월 남짓한 기간 동안 밤 10시부터 익일 아침 6시까지 야간활동이 제한되었다.

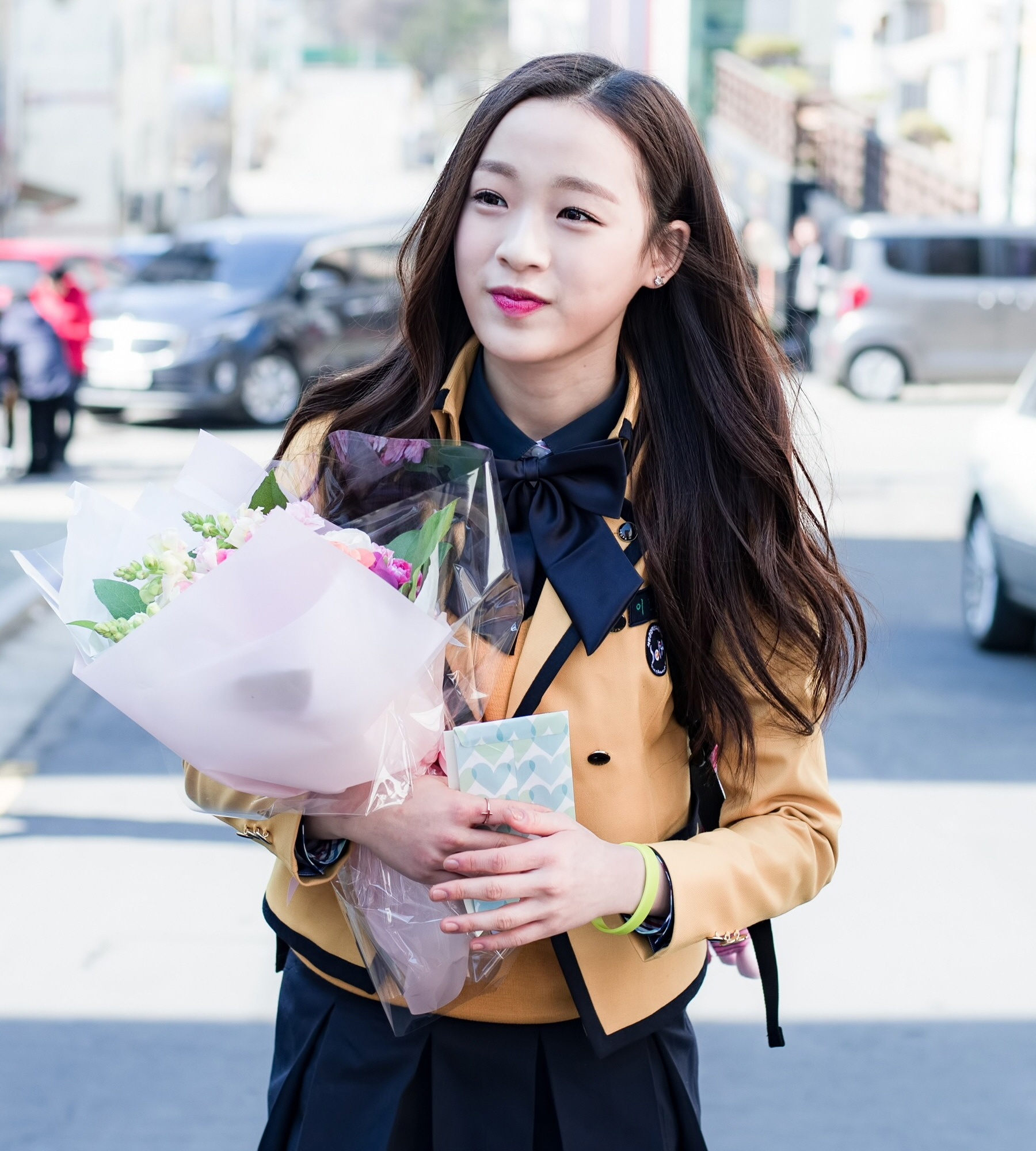
2017년 3월 2일 서울공연예술고등학교 입학식에 참석한 진솔

중학교 수업 일수를 채우는 게 불가능하여 재학 중이던 서원중학교를 중퇴했고, 홈 스쿨링으로 학업을 진행했다. 이후 중학교 졸업학력 검정고시를 봐서 합격했다.
2017년 3월 2일 서울공연예술고등학교에 입학했으며,
2020년 2월 13일 고등학교를 졸업했다.
2022년 1월 28일 팀 해체 후 동년 7월 26일 스토리앤플러스에 계약하였으나 2023년 7월 6일 1년만에 계약을 해지했다. 이후 220 엔터테인먼트와 전속계약하였다. 
2022년 12월 12일 자작곡 Let Me Out으로 솔로 데뷔하였다.

## 논란

### 그룹 내 집단 따돌림 논란
2021년 2월 28일 (전 에이프릴의 멤버) 이현주양의 남동생의 왕따 폭로로 인해 (현 에이프릴 멤버) 이나은, 양예나와 이현주를 왕따를 했다는 논란이있다. 이후 동년 8월 이후로는 거짓된 폭로가 원인인 건지 비난의 여론은 줄어든 상태.

## 음반 목록

### 디지털 싱글
| 음반 정보                                    | 트랙 리스트                                                      |
| -------------------------------------------- | ---------------------------------------------------------------- |
| 내 이야기 - 발매일: 2018년 2월 7일           | 1. 내 이야기 (with 이나은) 2. 내 이야기 (Inst.)                  |
| 사계(四季) : 시간차 - 발매일: 2020년 3월 1일 | 1. 시간차 (with 이나은) 2. 시간차 (Piano ver.) 3. 시간차 (inst.) |
| Let me out - 발매일: 2022년 12월 12일        | 1. Let me out                                                    |
| Never - 발매일: 2023년 10월 2일              | 1. Never Try to Look Back 2. 숲 (Forest)                         |

### 참여 앨범
| 음반 정보                             | 발매일          | 참여곡            |
| ------------------------------------- | --------------- | ----------------- |
| 아이돌 보컬 리그-걸 스피릿 EPISODE 05 | 2016년 8월 17일 | - 우아해 (woo ah) |

### OST
| 음반 정보                         | 발매일          | 가수           | 수록곡                                      |
| --------------------------------- | --------------- | -------------- | ------------------------------------------- |
| 키스 먼저 할까요 OST Part.2       | 2018년 3월 6일  | 이진솔         | 1. PERFECT 2. PERFECT (Inst.)               |
| 그남자 오수 OST Part.2            | 2018년 3월 13일 | 김채원, 이진솔 | 1. 또 혼자라는 게 2. 또 혼자라는 게 (Inst.) |
| 스위치 - 세상을 바꿔라 OST Part.5 | 2018년 5월 2일  | 이나은, 이진솔 | 1. 밤하늘 별 2. 밤하늘 별 (Inst.)           |
| 그녀로 말할 것 같으면 OST Part.3  | 2018년 8월 4일  | 이진솔         | 1. 이 사랑 2. 이 사랑 (Inst.)               |
| 어서와 OST Part.5                 | 2020년 4월 2일  | 이진솔         | 1. I was wrong 2. I was wrong (Inst.)       |

### 콜라보레이션
| 음반 정보 | 발매일          | 가수         | 수록곡   |
| --------- | --------------- | ------------ | -------- |
| 이대로    | 2020년 1월 20일 | 이진솔, 차우 | - 이대로 |

## 음반  외 활동

### 진행
| 방송사  | 제목                                       | 기간                            | 비고     |
| ------- | ------------------------------------------ | ------------------------------- | -------- |
| EBS 1TV | 생방송 톡!톡! 보니하니 - New 하니를 찾아라 | 2016년 9월 1일                  | 스폐셜MC |
| EBS 1TV | 생방송 톡!톡! 보니하니                     | 2016년 9월 5일 ~ 2017년 9월 1일 | 고정 MC  |
| 셀럽TV  | 연예소녀                                   | 2018년 8월 3일 ~ 2019년 7월 1일 |          |

### 드라마
| 연도 | 방송사       | 제목          | 배역            | 비고     |
| ---- | ------------ | ------------- | --------------- | -------- |
| 2019 | 플레이리스트 | 다시 만난 너  | 하다솜          | 웹드라마 |
| 2020 | 채널A        | 여름아 부탁해 | 김가을 / 한여름 | 웹드라마 |

### 방송
| 연도    | 방송사            | 제목                                      | 기간                 | 역할     | 비고       |
| ------- | ----------------- | ----------------------------------------- | -------------------- | -------- | ---------- |
| 2015    | K-STAR            | 식신로드                                  | 10월 17일            | 게스트   |            |
| 2015    | KBS Joy           | 한끼의 품격                               | 10월 29일            | 게스트   |            |
| 2015    | MBN               | 전국제패                                  | 12월 20일            | 게스트   |            |
| 2016    | MBN               | 전국제패                                  | 1월 19일             | 게스트   |            |
| 2016    | SBS               | 보컬 전쟁 : 신의 목소리                   | 3월 30일             | 패널     |            |
| 2016    | SBS               | 보컬 전쟁 : 신의 목소리                   | 4월 6일              | 패널     |            |
| 2016    | 아리랑 TV         | After School Club                         | 5월 17일             | 게스트   |            |
| 2016    | SBS               | 보컬 전쟁 : 신의 목소리                   | 5월 18일             | 패널     |            |
| 2016    | iMBC              | 박소현의 아이돌TV                         | 5월 24일             | 게스트   |            |
| 2016    | SBS               | 보컬 전쟁 : 신의 목소리                   | 5월 25일             | 패널     |            |
| 2016    | 미야기 TV         | 山派のサンド伊達軍団VS海派の富澤          | 7월 16일             | 게스트   | 특집방송   |
| 2016    | JTBC              | 걸 스피릿                                 | 7월 19일 ~ 9월 27일  | 참가자   |            |
| 2016    | MBC every1        | 맛있을 지도 시즌2                         | 8월 14일             | 게스트   |            |
| 2016    | EBS1              | 생방송 톡!톡! 보니하니- New 하니를 찾아라 | 8월 19일             | 참가자   |            |
| 2016    | EBS1              | 생방송 톡!톡! 보니하니- New 하니를 찾아라 | 8월 26일             | 참가자   |            |
| 2016    | EBS1              | 생방송 톡!톡! 보니하니- New 하니를 찾아라 | 9월 2일              | 참가자   |            |
| 2016    | 아프리카TV        | 싱카 라이브                               | 9월 6일              | 게스트   |            |
| 2016    | EBS 1TV           | EBS 뉴스                                  | 9월 14일             | 출연자   | 인터뷰     |
| 2016    | 네이버 V          | 한밤의 연예뉴스                           | 9월 26일             | 출연자   | 인터뷰     |
| 2016    | EBS 2TV           | 보이는 라디오 - English Go Go             | 11월 9일             | 게스트   |            |
| 2017    |                   |                                           |                      |          |            |
| KBS2    | 1대 100           | 1월 10일                                  | 출연자               |          |            |
| MBC     | 은밀하게 위대하게 | 1월 29일                                  | 출연자               |          |            |
| SBS MTV | 더 쇼             | 2월 28일                                  | 스페셜 DJ            |          |            |
| KBS2    | 연예가중계        | 5월 6일                                   | 특별출연             |          |            |
| O'live  | 오늘 뭐 먹지      | 5월 23일                                  | 게스트               |          |            |
| TV 조선 | 매직 컨트롤       | 11월 12일                                 | 패널                 |          |            |
| TV 조선 | 매직 컨트롤       | 11월 26일                                 | 패널                 |          |            |
| SBS     | 스타일 팔로우     | 12월 7일                                  | 게스트               |          |            |
| 2018    | EBS               | MoMoe 발랑 18세기                         | 2월 23일 ~ 3월 30일  | 출연자   | 유튜브채널 |
| 2018    | MBC               | 미스터리 음악쇼 복면가왕                  | 3월 18일             | 참가자   | 할리퀸     |
| 2018    | O tvN             | 어쩌다 어른                               | 6월 13일             | 패널     |            |
| 2018    | O tvN             | 어쩌다 어른                               | 8월 22일             | 패널     |            |
| 2019    | KBS2              | 대국민 토크쇼 안녕하세요                  | 4월 15일             | 게스트   |            |
| 2019    | 채널A             | 리와인드 - 시간을 달리는 게임             | 7월 17일 ~ 10월 30일 | 고정출연 | 중도하차   |
| 2019    | tvN               | V-1                                       | 9월 13일 ~ 9월 15일  | 참가자   |            |
| 2019    | SBS Plus          | 좋은 친구들                               | 9월 29일 ~ 10월 6일  | 출연자   |            |
| 2020    | On Style, Olive   | 《겟잇 뷰티 2020》                        | 3월 13일             | 출연자   |            |
| 2020    | On Style, Olive   | 《겟잇 뷰티 2020》                        | 3월 27일             | 출연자   |            |
| 2020    | On Style, Olive   | 《겟잇 뷰티 2020》                        | 4월 3일              | 출연자   |            |
| 2020    | On Style, Olive   | 《겟잇 뷰티 2020》                        | 4월 10일             | 출연자   |            |
| 2020    | On Style, Olive   | 《겟잇 뷰티 2020》                        | 4월 24일             | 출연자   |            |
| 2020    | 중화TV            | 《위클리 차이나우》                       | 4월 26일             | 게스트   |            |
| 2020    | MBC               | 《미스터리 음악쇼 복면가왕》              | 5월 31일             | 패널     |            |

### 광고
| 연도 | 품목 | 기업명   | 제품명               |
| ---- | ---- | -------- | -------------------- |
| 2017 | 제과 | 롯데제과 | 롯데제과 키즈 브랜드 |

## 홍보대사
| 연도 | 경력                                               |
| ---- | -------------------------------------------------- |
| 2017 | - 애니메이션 ‘키코리키 : 황금모자의 비밀' 홍보대사 |

### 내용주
1. ↑  9월 1일 은 생방송이다.
2. ↑  8월 19일 과 8월 26일 은 녹화 방송이다.
3. ↑  10월 19일 EBS 라디오 《English Go!Go!》

### 참조주
1. ↑  길혜성 (2015년 9월 26일). “'신예' 에이프릴, 데뷔 후 첫 추석...'설레는 고향行'”. 《스타뉴스》. 2015년 11월 17일에 원본 문서에서 보존된 문서. 2015년 11월 11일에 확인함.
2. ↑  진솔 출생지 40초~
3. ↑  진솔 한자 자필
4. ↑  “[핫 데뷔 일기]에이프릴 ④ 이진솔“항상 완벽하고 발전된 모습 보여 드리고 싶어요”. 이슈데일리. 2016년 6월 9일. 2017년 12월 1일에 원본 문서에서 보존된 문서. 2017년 11월 25일에 확인함.
5. ↑  장민경 (2016년 8월 2일). “'걸스피릿' 진솔 "자퇴후 홈스쿨링과 연습 모두 열심히"”. 헤럴드POP.
6. ↑  최현규 (2017년 3월 2일). “에이프릴 진솔, 서공예 입학 "친구들 많이 사귀고 싶어요~"”. 《TV Daily》. 2017년 12월 1일에 원본 문서에서 보존된 문서. 2017년 11월 25일에 확인함.
7. ↑  임은지 (2020년 2월 13일). “에이프릴 이진솔 ‘진또리 오늘 졸업합니다!’”. 《TV Daily》. 2021년 1월 21일에 원본 문서에서 보존된 문서. 2020년 4월 19일에 확인함.
8. ↑  최현정 (2017년 2월 1일). “에이프릴 진솔, 롯데제과 키즈 브랜드 모델 발탁”. 스포츠동아.
9. ↑  최주리 (2017년 1월 4일). “보니하니 NEW ‘하니’ 진솔, ‘키코리키’홍보대사 전격 발탁!”. 《서울경제》. 2017년 1월 4일에 원본 문서에서 보존된 문서.